# Лычников, Павел Дмитриевич
Па́вел Дми́триевич Лы́чников (англ. Pavel D. Lychnikoff; 16 февраля 1967, Москва) — российский и американский актер театра и кино. Наиболее известен как исполнитель роли телеграфиста Блазанова в американском телесериале «Дедвуд».

## Биография
Павел Лычников родился 16 февраля 1967 года в Москве в семье профессора РЭА им. Г. В. Плеханова Дмитрия Семёновича Лычникова (род. 1931) и бортпроводницы Нины Фёдоровны (род. 1937). Будучи студентом ГИТИСа, Лычников участвовал в таких постановках, как «Ревизор» Н. В. Гоголя и «Преступление и наказание» Ф. М. Достоевского. 13 августа 1991 года переехал в Америку, чтобы продолжить свою карьеру.
Поддержка Джонатана Бэнкса и частные уроки Гэри Остина дали нужное Лычникову преимущество. На студии «20th Century Fox» он добился роли в телесериале «Полиция Нью-Йорка». В 2006 году его пьеса «Убежище» получила 5 номинаций на премию «Ovation Awards» в 5 различных категориях включая мировую премьеру пьесы.
Продолжает сниматься как в телесериалах, так и в полнометражных фильмах. Сыграл роль телеграфиста Блазанова во втором и третьем сезонах сериала «Дедвуд». Затем присоединился к актёрским составам фильмов «Тысяча дней хороших молитв» и «Война Чарли Уилсона». Сыграл одну из главных ролей в фильме Марко Кройцпайнтнера «Рабство». У Лычникова есть более 30 эпизодических ролей в таких телесериалах как «Без следа», «CSI: Майами», «Щит», «Полиция Нью-Йорка», «Шпионка», «Агентство», «Детектив Нэш Бриджес», «Теория Большого взрыва», «Элементарно» и др. На его счету роли в фильмах «Полиция Майами. Отдел нравов», «Самолёт президента» и «Изображая Бога». В 2016 году сыграл роль «Миши-буддиста» в сериале «Физрук». Также снялся в популярном американском телесериале «Бесстыжие» в роли отца/мужа Светланы.

## Фильмография

### Фильмы
| Год  | Название                                        | Роль                           |
| ---- | ----------------------------------------------- | ------------------------------ |
| 1988 | На окраине, где-то в городе… (СССР)             | Фикса, хулиган, подручный Чижа |
| 1991 | Потерянный солдат (короткометражный, СССР)      |                                |
| 1991 | Яд скорпиона (СССР)                             |                                |
| 1997 | Самолёт президента                              | тюремный охранник              |
| 1997 | Изображая бога                                  | Андрей                         |
| 2005 | Аферисты: Дик и Джейн развлекаются              | Андрей, грузчик                |
| 2006 | Полиция Майами. Отдел нравов                    | русский агент ФБР              |
| 2007 | Рабство                                         | Вадим Ющенко                   |
| 2007 | Тысяча лет хороших молитв                       | Борис                          |
| 2007 | Война Чарли Уилсона                             | русский пилот                  |
| 2008 | Монстро                                         | русский мужчина на улице       |
| 2008 | Индиана Джонс и Королевство хрустального черепа | русский солдат                 |
| 2008 | Резервирование                                  | Томас                          |
| 2009 | Прекрасный сон                                  | Василий                        |
| 2009 | Звёздный путь                                   | командующий ромулан            |
| 2011 | Баки Ларсон: Рождённый быть звездой             | Дмитрий                        |
| 2012 | Запретная зона                                  | доктор                         |
| 2013 | Крепкий орешек: Хороший день, чтобы умереть     | таксист                        |
| 2014 | Гнев                                            | Чернов, главарь русской мафии  |
| 2015 | Родина                                          | Космос, продавец наркотиков    |
| 2016 | После Валькирии: Рассвет Четвёртого Рейха       | Майор ГРУ Александр Кульков    |
| 2018 | Профессионал                                    | Борис Волков                   |
| 2020 | Момент истины                                   | Карл                           |
| 2020 | Клаустрофобы: Квест в Москве                    | Андрей                         |
| 2022 | Быстрее пули                                    | Алексей Ильин                  |

### Телесериалы
- Полиция Нью-Йорка (1 серия, 1996)
- Тёмные небеса (1 серия, 1997)
- Michael Hayes (1 серия, 1997) — Дубов
- Южный Бруклин (1 серия, 1998)
- Beyond Belief: Fact or Fiction (1 серия, 1998)
- Детектив Нэш Бриджес (1 серия, 1998)
- Полиция Нью-Йорка (1 серия, 2000)
- Баффи — истребительница вампиров (1 серия, 2000)
- Big Apple (6 серий, 2001)
- Агентство (1 серия, 2002)
- Шпионка (1 серия, 2002)
- Без следа (2 серии, 2002)
- C.S.I.: Место преступления Майами (1 серия, 2003)
- Шпионки (1 серия, 2003)
- Матрица: Угроза (1 серия, 2003)
- 10-8: Officers on Duty (1 серия, 2003)
- Дедвуд (16 серий, 2005—2006) — Блазанов
- Щит (1 серия, 2006)
- C.S.I.: Место преступления Нью-Йорк (1 серия, 2007)
- Чак (1 серия, 2008) — Виктор Фёдоров
- Закон и порядок: Специальный корпус (11 сезон, 22 серия, 1999-….) — болгарский мафиози
- Теория Большого взрыва (5, 6 сезоны) — астронавт Дмитрий
- Воздействие (2 сезон 8 серия)
- Обмани меня (2 сезон, 5 серия, 2010) — Джонс
- Новенькая (2 сезон, 13 серия, 2012) — покупатель № 1
- Морская полиция: Лос-Анджелес (4 сезон, 24 серия, 2014) — Михаил Жиров
- Преступные связи (2014) — Слотко Евгений
- Физрук (2016) — Миша-Буддист
- Элементарно (2016) — Руслан Краснов
- В поле зрения (5 сезон, 7 серия, 2016) — Агент самаритянина
- Чёрный список (2 сезон, 2 серия) — подручный Берлина
- Рэй Донован (4 сезон, 2 серия, 2016) — Иван Беликов
- Бесстыжие — Иван, отец/муж Светланы (7 сезон, 2016)
- Хорошие девчонки (2 сезон , 6-7 серии) — тренер Дина
- Королева Юга (5 сезон, 2021) — Костя
- Очень странные дела (4 сезон, 2022) — Олег
- Обычный Джо (2023) — Николай Джугашвили
- Последний отсчёт (2025) — Иосиф Астапов